# Morris Rock
Der Morris Rock ist eine Felseninsel im Archipel der Südlichen Shetlandinseln. In der Gruppe der Aitcho-Inseln liegt er 3 km westlich des Fort William.
Teilnehmer der britischen Discovery Investigations gaben 1935 dem westlichen Ausläufer von Robert Island, der heute als Fort William bekannt ist, den Namen Kap Morris. Aus Kontinuitätsgründen übertrug das UK Antarctic Place-Names Committee im Jahr 1961 diese Benennung auf die hier beschriebene Insel. Namensgeber ist Alfred Morris (1890–unbekannt), Zeichner im Hydrographenamt der britischen Admiralität.